# Pallamano Benevento
La ASD Pallamano Benevento, meglio nota come Pallamano Benevento, è una società di pallamano maschile con sede nella città di Benevento. Milita attualmente in Serie B,  la quarta serie nazionale del campionato italiano, e disputa le partite casalinghe presso l’attuale Pala Valentino Ferrara, l’ex Paladua.

## Rosa 2024-2025
| N° | Naz.                 | Ruolo | Sportivo            | Anno |  |  |
| -- | -------------------- | ----- | ------------------- | ---- |  |  |
| 50 | Italia (bandiera)    | P     | Antonio Del Ninno   | 2007 |  |  |
| 12 | Italia (bandiera)    | P     | Francesco Coviello  | 2006 |  |  |
| 18 | Italia (bandiera)    | T     | Gabriele Di Tullio  | 2008 |  |  |
| 13 | Italia (bandiera)    | T     | Thomas Russo        | 2007 |  |  |
| 6  | Italia (bandiera)    | T     | Andrea Sangiuolo    | 1980 |  |  |
| 9  | Italia (bandiera)    | A     | Francesco Ievolella | 2005 |  |  |
| 10 | Italia (bandiera)    | T     | Andrea Schipani     | 2005 |  |  |
| 68 | Italia (bandiera)    | A     | Antonio Caporaso    | 2007 |  |  |
| 8  | Argentina (bandiera) | C     | Ramiro Olguin       | 2003 |  |  |
| 66 | Italia (bandiera)    | PV    | Raffaele Rega       | 2008 |  |  |
| 17 | Italia (bandiera)    | A     | Alfredo De Luca     | 1999 |  |  |
| 29 | Italia (bandiera)    | A     | Paolo Maioli        | 2008 |  |  |
| 92 | Italia (bandiera)    | C     | Matteo Ricciardi    | 2008 |  |  |
| 70 | Italia (bandiera)    | P     | Alessandro Vasca    | 2002 |  |  |
| 37 | Italia (bandiera)    | PV    | Mattia Marro        | 1994 |  |  |
| 39 | Italia (bandiera)    | T     | Antonio De Luca     | 1997 |  |  |
| 25 | Italia (bandiera)    | PV    | Michele Di Tullio   | 2007 |  |  |
| 77 | Italia (bandiera)    | A     | Matteo Ievolella    | 1999 |  |  |
| 19 | Italia (bandiera)    | T     | Pierluigi Formato   | 2002 |  |  |

## Colori e Simboli

### Colori
I colori sociali adottati dalla Pallamano Benevento sono il giallo e il rosso. La prima maglia è sempre stata giallo-rossa e talvolta ha avuto dei dettagli in blu. Il secondo kit invece ha subito diverse variazioni nel corso degli anni. Inizialmente è stato nero, successivamente blu, poi nero-verde e infine giallo-blu.

### Stemma
Il primo stemma della Pallamano Benevento, adottato dal 2011 al 2023, coinsiste in uno scudo ovale con il bordo rosso. Al suo interno è raffigurato un giocatore di pallamano rosso nell’atto di effettuare un tiro; il nome del club scritto è in giallo sulla destra; sullo sfondo sono raffigurate in bianco e nero la facciata della Chiesa di Santa Sofia e la fontana di Chiaramonte con Obelisco, entrambe situate in Piazza Matteotti a Benevento.
Con la rifondazione del 2023, il nuovo stemma consiste in uno scudo sannitico semirotondo con il bordo rosso. Al suo interno è raffigurato un giocatore di pallamano vestito con maglia gialla e pantaloncino rosso nell’atto di effettuare un tiro; sullo sfondo è raffigurato in bianco e nero il Teatro Romano di Benevento. Il nome del club è scritto in giallo su un rettangolo rosso situato sopra lo stemma.

## Allenatori
| Allenatori - 2011-2013 Giustino Ciullo - 2013-2014 Zoran Cvjektovic - 2014-2016 Giustino Ciullo - 2016-2017 Dragan Rajic - 2017-2018 Giustino Ciullo - 2018-2019 Mariano Munoz (1ª-8ª) - Danilo Ventura (9ª-16ª, play-off) - 2019-2021 Jaksa Boglic - 2021-2022 Rui Calvalho - 2022-2024 Andrea Sangiuolo - 2024- Sebastian Cara |
| Serie A Silver 2024-2025 |
| Belluno · Bologna United · Campus Italia · Carpi · Cologne · Haenna · Lanzara · Mascalucia · Molteno · Romagna · Trieste · Verdeazzurro |